# Small World
Small World är ett brädspel designat av Philippe Keyaerts, illustrat av Miguel Coimbra och Cyrille Daujean som grafisk designer och utgivet av Days of Wonder år 2009. Spelet är en omarbetning av Keyaerts spel Vinci från 1999. Small World har vunnit flera priser, till exempel Games magazine 2010 Game of the Year. Spelets tema är en liten värld där fantasyvarelser kämpar om att vara herre på täppan. De olika raserna har sina storhetstider men för att lyckas gäller det att gå i nedgång och börja om med en ny ras vid rätt tidpunkt.

## Spelregler
Varje spelare börjar spelet med att välja en av flera valbara fantasy-raser som skapas slumpartat. Varje ras definieras med två ihopkopplade brickor; en som ger ett adjektiv som beskriver en speciell egenskap, exempelvis "Flying" (flygande), och en som ger rasen exempelvis "Elves" (alver). Dessa brickor definierar rasens speciella egenskaper. Summan av siffrorna på de 2 brickorna visar hur många brickor spelaren får dra.
Dessa brickor används av spelaren för att erövra territorier på kartan man spelar på. Kartans storlek beror på antalet spelare, 2-5. För att erövra ett område som måste spelaren placera ett visst antal rasbrickor på det vilket beror på rasens egenskaper, territoriets egenskaper, antalet försvarande brickor och rasens speciella egenskaper. Om en spelare kan placera tillräckligt många brickor så erövras området - om inte så är draget ogiltigt. Om motståndarbrickor fanns på territoriet tas en av dessa bort från spelet och återstående returneras till spelaren som får återutsätta dem på sina kvarvarande territorier. I slutet av varje tur får spelare poäng beroende på hur många territorier som spelaren besitter och med vissa bonusar utifrån rasens egenskaper.
De flesta erövringar sker utan att man behöver kasta tärning men man kan försöka erövra ett område som man annars inte skulle kunna ta genom att använda en förstärkningstärning (0-3) som sista strid under sin tur. Om förstärkningstärningen hjälper till att vinna striden erövras området, annars får spelaren placera ut trupperna på sina territorier och turen avslutas.
Eftersom antalet brickor för en ras är bestämt (vanligtvis) och bara sjunker efterhand som andra spelare erövrar territorier från rasen kommer man till slut inte att kunna erövra fler territorier och man kan då välja att gå "i nedgång". Man får då välja en ny ras och erövra territorier på kartan med den. Den gamla rasen står kvar passivt på brädet och bidrar till spelarens poäng men kan inte flyttas och kan erövras av medspelarna.
Spelet  fortsätter tills ett visst antal omgångar genomförts, därefter räknar man ihop poängen och den med flest poäng vinner.

## Historik

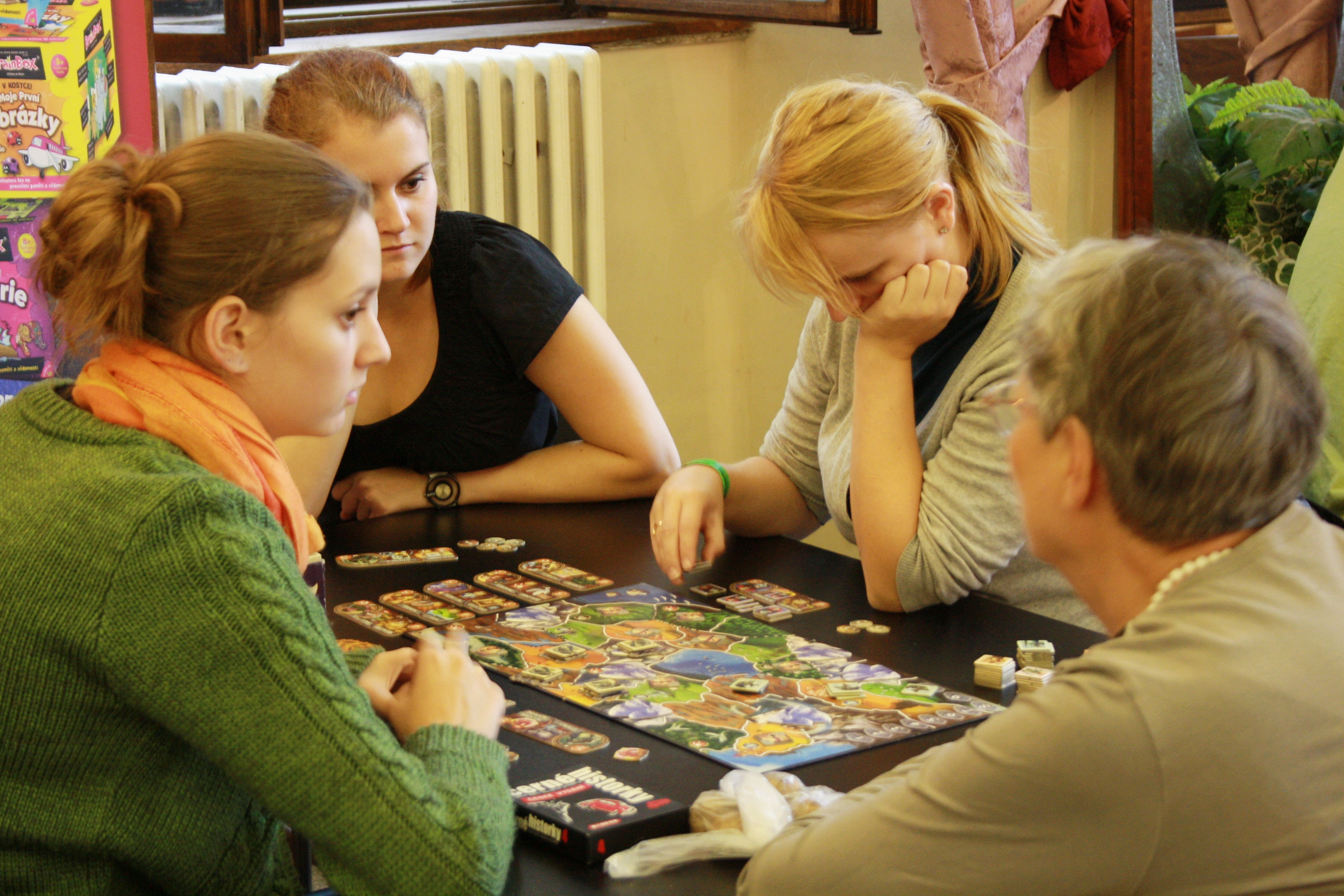
Small World spelat på fyra.

Philippe Keyaerts utvecklade Small World från sitt tidigare brädspel Vinci. Small World har ett nytt tema, tillägget av tärning, och separata raser egenskaper som kan kombineras. Days of Wonder tillkännagav spelet genom att lägga ut en rasbild varje dag från 12–19 januari 2009. ytterligare tillkännagivanden kom 19 och 26 januari. Small World släpptes i mars 2009 på engelska, tyska och i fransk version. Versioner på nederländska, spanska och japanska släpptes i juni samma år. Small World har även getts ut till IOS för Ipad.

## Expansioner
Small World har flera expansioner. Några lägger till nya raser och speciella egenskaper (Cursed!, Grand Dames of Small World, Be Not Afraid...), inklusive en expansion som endast är tillgänglig till Kickstarter-uppbackare till den digitala versionen av spelet (Royal Bonus); några lägger till ny spelmekanik (Leaders of Small World, Necromancer Island, Tales and Legends). Det finns en självständig expansion, Small World Underground, som introducerar en ny uppsättning kartor med nya sorters regioner och regler, inklusive nya 'Righteous Relics' och 'Popular Places' som ger bonus till spelaren som kontrollerar dem, och dessutom till många nya raser och speciella egenskaper. Expansionen Small World Realms kommer med hexagonala brickor som låter spelarna gör sina egna bräden och tunnelbrickor som används till att sammanlänka originalspelets kartor med kartorna till Small World Underground (såldes i början som en separat expansion). Den senaste expansionen innehåller ett bräde för sex spelare för originalspelet på ena sidan och Underground på den andra. Den har också regler för lagspel och nya 'Righteous Relics' och 'Popular Places' designade för att användas i lagspel.

## Digitala Versioner
Small World publicerades som app 2010 och var ett av de första fysiska brädspel som digitaliserats. Denna version var främst riktad mot två spelare.
Efterföljaren Small World 2 släpptes 2015 och finansierades genom kickstarter, ett företag som specialiserar sig på gräsrotsfinansiering.

## Utmärkelser
2009
- Meeples' Choice Award[7]

2010
- Games magazine - Game of the Year [2]
- Golden Ace - Jury Prize winner[8]